# Wake me up (singel Mai Kuraki)
„Wake me up” – drugi singel DVD japońskiej piosenkarki Mai Kuraki, wydany 26 lutego 2014 roku. Został wydany w dwóch edycjach: regularnej i limitowanej. Osiągnął 2 pozycję w rankingu Oricon i pozostał na liście przez 6 tygodni.
Utwór tytułowy został wykorzystany jako piosenka przewodnia filmu live-action Majo no takkyūbin (jap. 魔女の宅急便). Singel sprzedał się w liczbie 12 384 egzemplarzy.

## Lista utworów
| DVD | DVD                                                                                                 | DVD        | DVD              | DVD              | DVD     |
| Nr  | Tytuł utworu                                                                                        | Tekst      | Kompozycja       | Aranżacja        | Długość |
| --- | --------------------------------------------------------------------------------------------------- | ---------- | ---------------- | ---------------- | ------- |
| 1.  | „Wake me up” (Music Clip)                                                                           | Mai Kuraki | Akihito Tokunaga | Akihito Tokunaga |         |
| 2.  | „Wake me up” (Live @Mai Kuraki COUNTDOWN LIVE 13-14 ~A RE:Gatō! Ichigo ichie!~) (tylko. limitowana) |            |                  |                  |         |

| Bonus Disc (CD) | Bonus Disc (CD)             | Bonus Disc (CD) | Bonus Disc (CD)  | Bonus Disc (CD)  | Bonus Disc (CD) |
| Nr              | Tytuł utworu                | Tekst           | Kompozycja       | Aranżacja        | Długość         |
| --------------- | --------------------------- | --------------- | ---------------- | ---------------- | --------------- |
| 1.              | „Wake me up”                | Mai Kuraki      | Akihito Tokunaga | Akihito Tokunaga | 4:21            |
| 2.              | „always giving my heart”    | Mai Kuraki      | Akihito Tokunaga | Akihito Tokunaga | 4:51            |
| 3.              | „Wake me up ~Instrumental~” |                 | Akihito Tokunaga | Akihito Tokunaga | 4:21            |

## Notowania
| Lista                 | Pozycja |
| --------------------- | ------- |
| Oricon Weekly Singles | 2       |
| Japan Hot 100         | 75      |